# 女性死刑囚
女性死刑囚（じょせいしけいしゅう）とは、死刑判決が確定した女性の死刑囚。
本項では主に、日本国内で死刑判決を言い渡され、確定した女性の死刑囚（死刑確定者）について記載している。

## 概要

### 統計
第二次世界大戦後の日本で死刑が確定した女性死刑囚は、2024年（令和6年）時点で17人である。このうち1980年（昭和55年）および1987年（昭和62年）3月以前に死刑が確定した女性死刑囚は3人である一方、1981年（昭和56年）以降に死刑が確定した女性死刑囚は14人である。同日時点で全17人のうち、5人（1980年以前確定の2人＋1981年以降確定の3人）が既に死刑を執行された一方、6人（1980年以前に確定した1人は確定後、恩赦で無期懲役に減刑）は死刑を執行されぬまま死亡し、残る6人（いずれも1981年以降に死刑確定）が収監中である（後述）。なお昭和に入ってから終戦までの間では、死刑を執行された女性死刑囚は6人とされる。
戦後、1987年末までに第一審で死刑判決を宣告された被告人の総人数は全893人（うち、死刑確定は628人）であり、そのうち女性の被告人は10人（893人中1.12％）で、死刑が確定した者は3人（後述の表1 - 3番）だった。最高裁やアムネスティ・インターナショナル日本支部の調査によると、現行の刑事訴訟法が施行された1949年（昭和24年）以降、2002年（平成14年）12月12日までに死刑判決を言い渡された男性は計702人であり、女性は14人ないし15人であった。
なお、戦後日本の女性死刑囚はいずれも犯行当時成人であり、女性の少年死刑囚（犯行当時に未成年だった死刑囚）は2022年時点で存在しない。

### 分析
女性の死刑囚が少ない理由として、佐々木光明ら (1990) は、平成元年版『犯罪白書』のデータを引用し、「女性の犯罪者は、男性に比べてはるかに少なく、まして、死刑相当犯罪のような凶悪な犯罪を犯す女性は、ごく少数だからである。」と指摘している。
女性死刑囚の特徴について、深笛義也 (2013)は、「死刑に値するまでの罪を犯す女性は、男性と比べると著しく少ない。己が内に抱える攻撃性を抑えきれずに罪を犯したという例は、女性死刑囚には見られない。男性に稀に見られる、殺人そのものを快楽とする、という例も皆無だ。」と述べた。その上で、林眞須美（和歌山毒物カレー事件の死刑囚）とK（埼玉愛犬家連続殺人事件の死刑囚）については公判資料を精読した上で、それぞれ無実である旨を主張している。
村野薫 (2006) は、戦後日本で死刑判決を受けた女性（2006年までに全15人）の罪状を考察し、「保険金殺人が6件、夫殺し（女性共犯者の夫も含む）が5件、薬物使用が5件を占め、共犯者（男性）も死刑に問われた事件が6件ある」と指摘している。

## 妊婦に対する死刑執行
市民的及び政治的権利に関する国際規約第6条では、妊婦に対する死刑執行を禁じることが規定されている。
日本では、刑事訴訟法第479条2項において、「死刑の言渡を受けた女子が懐胎しているときは、法務大臣の命令によって執行を停止する。」と規定されている。ただし、戦後、実際にこの条文が適用された事例はない。確実な記録が存在する限りでは日本の歴史上、最後に死罪が確定した妊婦は、明治時代初頭の原田きぬだが、彼女は出産まで執行が猶予された後に斬首に処され、3日間梟首に処せられたという。
大多数の国では、犯行時または裁判時に妊娠または乳幼児を養育している者に対し、特別な処遇を定めている。そのような処遇を定めている国の中では、妊婦に死刑判決を言い渡さない国が最も多く、エチオピア・キューバ・ケニア・ザンビア・ジャマイカ・赤道ギニア・中国などが該当する。また、その対象を妊婦だけでなく、3歳未満の乳幼児を養育している女性にも適用した国として、ルーマニア（1989年末に死刑を廃止）があった。
日本と同様に、出産まで死刑の執行を猶予する国（例：アラブ首長国連邦・韓国・台湾など）のほか、出産後一定期間まで死刑執行を猶予する国（例：イラク・インドネシア・サウジアラビア・リビアなど）、妊婦や乳幼児を養育している女性には一定期間死刑執行を猶予する国（例：アルジェリア・ソマリア・ベトナムなど）、妊婦には死刑執行を猶予するか減刑する国（インド・バングラデシュ・ミャンマーなど）、妊婦に死刑判決は言い渡すが減刑する国（例：クウェート）、すべての女性が死刑を免除される国（グアテマラ・ジンバブエ）などの例もある。なお、タイでは死刑を宣告された囚人は、国王に刑の軽減を請願することが認められているが、同国内務省は女性の囚人による請願を受理するように勧告しているという。
一方で、妊産婦に対する特別な処遇を規定していない国（カリブ海沿岸の英語圏諸国の一部）や、妊婦が処刑されたという情報がある国（イラン）もある。またアムネスティ・インターナショナルによれば、拘禁中の女性が拷問・虐待を受けて流産した事例が数多く報告されている。

## ジェンダーバイアス
ニューメキシコ大学教授の E. Rapaport の研究によると、死刑が家庭内の殺人よりも経済的その他の略奪的な殺人に重きを置いている一方で、女性は家庭内の殺人で死刑となるケースが多いことから、女性に不利なジェンダー差別が存在すると指摘している。
サンフランシスコ大学教授の S. Shatz らの研究によると、死刑制度の適用にはジェンダーバイアスが存在し続けており、このバイアスの根源には歴史的な騎士道精神の概念があることが示唆されているという。著者らは、2003年から2005年にかけてカリフォルニア州で起きた1,300件の殺人事件を調査した結果、女性に死刑が科せられる頻度は比較的低いと報告した。前述の E. Rapaport によると、女性死刑囚が少ないのは、死刑に値するほどの重大犯罪を犯す頻度が女性は少ないためだという。
アムネスティ・インターナショナルは、スーダンやイランで死刑判決を宣告された女性が、10代で結婚させられ、夫やその兄弟から暴力を受けていた事例を挙げ、「死刑判決を言い渡された女性は多くの場合、夫から虐待や性的暴力を受け続けやむにやまれず夫を殺めて罪に問われ、情状酌量の余地なく死刑を宣告されてきた。」「女性に死刑判決を下した裁判は、多くの場合、正式な手続きがとられなかったり、長年にわたり受けてきた虐待や性的暴力が減刑要素として考慮されなかったりと、ずさんで不公正なものだった。」と評している。
アメリカのNPO法人である Death Penalty Information Center （死刑情報センター）の Robert Dunham は、女性への死刑適用が男性に比して少ない理由について、女性が犯す暴力犯罪のほとんどは家庭内殺人であり、それらはしばしば極度の精神的ストレスや精神疾患などに影響された行為とみなされるため、死刑の対象になりにくい、という旨の考察を述べている。

## 海外

### アメリカ合衆国
アメリカ合衆国でも、女性死刑囚の数は男性に比してかなり少ない。 EspyFile （アメリカや、かつてのアメリカの植民地での死刑執行の記録を保管しているデータベース）によれば、1632年以降、アメリカでは15,000人超の死刑執行があったが、そのうち女性への死刑執行記録は575人分だった。1980年代初めには、全米の殺人事件のうち14％が女性によって犯されていた一方、女性の死刑囚は1％未満という報告もあったことを踏まえ、佐々木光明らは「死刑相当犯罪で有罪となった場合、男性の方が女性よりも多く死刑を宣告されているようである。」と指摘している。
1998年1月1日時点で、全米には3,365人の死刑囚がいたが、そのうち女性はわずか47人だった。同年2月3日にカーラ・タッカー (Karla Faye Tucker) 死刑囚の刑が執行されたが、女性死刑囚の執行は当時、テキサス州では135年ぶりで、全米では1976年に最高裁が死刑復活を認めてから2人目だった。その後、2000年（3,593人）をピークに死刑囚の人数が減少し、2024年1月1日時点で2,216人おり、その内女性は、2024年11月19日時点であるが、1998年1月1日時点の人数とあまり変わらず、わずか51人である。
更に、51人の内、20人の女性がカルフォニア州のカリフォルニア州中央州立女性刑務所に収監されているが、息子の嫁を殺人依頼して殺害させた罪で1962年8月8日にガス室で死刑執行されたエリザベス・ダンカンを最後にカリフォルニア州で死刑執行された女性はおらず（エリザベス・ダンカン自体、アメリカ合衆国内で、1972年の死刑執行一時停止前に執行された最後の女性であると同時にガス室により執行された最後の女性でもあった。）、カリフォルニア州自体、2019年3月13日に死刑執行が一時停止されている。
また、アメリカ連邦政府は2021年1月13日未明、2004年にミズーリ州で妊婦を殺害して腹部を切開し、胎児を取り出して連れ去ったリサ・モンゴメリー (Lisa Montgomery) の死刑を執行したが、連邦政府による女性への死刑執行は、1953年に2人が処刑されて以来、68年ぶりのことで、1927年以降では3人目だった。なお、連邦政府は、リサ・モンゴメリーの死刑から、約半年後の2021年7月1日において、メリック・ガーランド司法長官より、連邦政政府による死刑執行を一時停止することを発表している。

## 日本の主な女性死刑囚

### 戦前
- 原田きぬ - 死刑判決を受けた当時は妊娠中で、出産後の明治5年2月20日（1872年3月28日）に小塚原刑場で死刑執行（斬首刑）。
- 稲イシ - 1878年（明治11年）10月14日に静岡市内で死刑執行。執行後に首を静岡市内の安倍川湖畔で晒される。（梟首<獄門>）
- 高橋お伝 - 1879年（明治12年）1月31日に市ヶ谷監獄で死刑執行（斬首刑）。
- 小山内スミ（「青森の亭主殺し」事件） - 1886年（明治19年）12月に青森監獄前で死刑執行（斬首刑）。
- 管野スガ（幸徳事件） - 1911年（明治44年）1月25日に市ヶ谷刑務所で死刑執行（29歳没）。
- 金子文子（朴烈事件） - 死刑判決を受けるが、後に恩赦で無期懲役に減刑。その後、1926年（大正15年）7月23日に栃木刑務所で獄死（23歳没）。
- ST（桐生夫毒殺事件） - 1939年（昭和14年）2月9日に大審院に上告棄却され死刑が確定し、同年10月10日に死刑執行。戦前最後に死刑が確定され執行された女性である[50][51][52][13][53]。

### 戦後日本の女性死刑囚一覧
1番（菅野村強盗殺人・放火事件の山本宏子）から8番（高知連続保険金殺人事件のS）は、村野薫 (2006) に基づく。9番（宮崎2女性殺害事件のI）から14番（大牟田4人殺害事件のK）は、深笛義也 (2013) に基づく。また4番（夕張保険金殺人事件のHN）以降は、CrimeInfo (2023) に基づく。
事件名および氏名が太字になっている場合は、存命者（および、その存命者による事件）を表す。正確な死刑確定日が判明している場合は、その日付を斜字で表記している。※は第一審が裁判員裁判で審理された事件およびその死刑囚。
| 確定順位 | 氏名       | 事件名                         | 事件発生日                    | 判決確定日                                                      | 備考（執行日など） |
| -------- | ---------- | ------------------------------ | ----------------------------- | --------------------------------------------------------------- | --- |
| 1        | 山本宏子   | 菅野村強盗殺人・放火事件       | 1949年6月10日                 | 1951年7月10日（上告棄却判決）                                   | 戦後、女性への死刑宣告・確定は初めて（戦前から数えても1939年以来）。1915年（大正4年）5月30日生まれ。 死刑確定後に精神異常を来たし、1969年9月2日、恩赦のため無期懲役に減刑された（当時54歳）。その後、八王子医療刑務所・和歌山刑務所で服役した。 1978年3月4日、奈良県大和郡山市の国立療養所で病死（62歳没）。 戦後、恩赦で無期懲役に減刑された女性死刑囚は彼女が唯一である。                        |
| 2        | 杉村サダメ | 女性連続毒殺魔事件             | 1960年11月 - 12月             | 1963年4月（訂正申立棄却）                                       | 戦後2人目（山本以来）。1911年（明治44年）10月27日生まれ。 確定から7年後の1970年9月19日に福岡拘置支所で死刑執行（58歳没）。 戦後、女性死刑囚への刑執行は2例目。 |
| 3        | 小林カウ   | ホテル日本閣殺人事件           | 1961年2月19日                 | 1966年8月（訂正申立棄却）                                       | 戦後3人目。1908年（明治41年）10月2日生まれ。 確定から3年後の1970年6月11日に小菅刑務所（現：東京拘置所）で死刑執行（61歳没）。 女性死刑囚への死刑執行は、戦後日本では初。 |
| 4        | HN         | 夕張保険金殺人事件             | 1984年5月5日                  | 1988年10月（8日ないし11日） （控訴取り下げにより確定）          | 戦後4人目、1981年（昭和56年）以降に死刑が確定した日本の女性死刑囚としては初である。1947年（昭和22年）生まれ。 確定から8年後の1997年8月1日、共犯者（夫）とともに札幌刑務所で死刑執行（51歳没）。 戦後、女性死刑囚への刑執行は3例目。 |
| 5        | MA         | 自殺偽装夫殺害事件             | 1974年8月8日                  | 1991年3月2日（正式確定）                                        | 戦後5人目、1981年以降の死刑確定者としては2人目。1932年（昭和7年）3月10日生まれ。 殺人、死体遺棄の罪に問われた。 死刑確定後の1991年8月30日、夫殺害事件に関する鑑定書を新証拠として、東京地裁に再審請求したが、再審開始は認められなかった。 2007年7月17日に東京拘置所で病死（75歳没）。 |
| 6        | 永田洋子   | 連合赤軍事件                   | 1971年 - 1972年2月            | 1993年3月10日（正式確定）                                       | 戦後6人目、1981年以降の死刑確定者としては3人目。1945年（昭和20年）2月8日生まれ。 共犯者のうち、坂口弘は永田とともに死刑が確定、坂東國男は逮捕後に超法規的措置で釈放され逃亡中。 2011年2月5日に東京拘置所で病死（65歳没）。 |
| 7        | MT         | 富山・長野連続女性誘拐殺人事件 | 1980年2月 - 3月               | 1998年10月9日（正式確定） （確定から26年8か月と24日経過）       | 戦後7人目、1981年以降の死刑確定者としては4人目。1946年（昭和21年）2月14日生まれ。 2020年（令和2年）9月27日時点で、名古屋拘置所に収監中（現在79歳）。2023年時点で存命中の女性死刑囚としては最古参である。 警察庁広域重要指定111号事件。共犯として愛人の男性が逮捕・起訴され、Mは死刑を、男性は無期懲役をそれぞれ求刑されたが、刑事裁判では「事件はMの単独犯」と認定され、男性は1992年に無罪が確定。 |
| 8        | SH         | 高知連続保険金殺人事件         | 1987年1月17日 - 1992年8月19日 | 2004年12月14日（正式確定）                                      | 21世紀では初めて死刑が確定した女性死刑囚であり、戦後8人目、1981年以降の死刑確定者としては5人目。1927年（昭和2年）6月21日生まれ。 殺人、死体遺棄、詐欺、詐欺未遂の罪に問われた。1966年以降、70歳以上にして上告審で死刑判決を言い渡された初の事例。 2011年1月27日に大阪医療刑務所で病死（83歳没）。                                                                                                  |
| 9        | IK         | 宮崎2女性殺害事件              | 1996年8月29日 - 1997年6月13日 | 2006年10月8日（正式確定） （確定から18年8か月と25日経過）       | 1981年以降の死刑確定者としては6人目。1958年（昭和33年）5月23日生まれ。 2020年9月27日時点で、福岡拘置所に収監中（現在67歳）。 |
| 10       | ES         | 福島悪魔払い殺人事件           | 1994年12月 - 1995年6月        | 2008年10月5日（正式確定）                                       | 1981年以降の死刑確定者としては7人目。1947年（昭和22年）8月21日生まれ。 確定から3年後の2012年9月27日に宮城刑務所で死刑執行（65歳没）。 女性死刑囚への刑執行は、夕張保険金殺人事件のH（1997年に死刑執行）以来で、戦後4人目。当時、責任能力か殺意の有無の観点で同年末までに再審請求することを検討していた。                                                                                           |
| 11       | 林眞須美   | 和歌山毒物カレー事件           | 1998年7月25日                 | 2009年5月19日（正式確定） （確定から16年1か月と14日経過）       | 戦後11人目、1981年以降の死刑確定者としては8人目。1961年（昭和36年）7月22日生まれ。 2020年9月27日時点で、大阪拘置所に収監中（現在63歳）。 |
| 12       | KH         | 埼玉愛犬家連続殺人事件         | 1993年4月20日 - 8月26日       | 2009年6月22日 - 23日 （訂正申立棄却から16年と11日経過）         | 1981年以降の死刑確定者としては9人目。1957年（昭和32年）2月19日生まれ。 2020年9月27日時点で、東京拘置所に収監中（現在68歳）。 共犯の元夫Sは2017年3月27日に東京拘置所で病死。 |
| 13       | YJ         | 久留米看護師連続保険金殺人事件 | 1998年1月24日 - 1999年3月27日 | 2010年4月                                                       | 1981年以降の死刑確定者としては10人目。1959年（昭和34年）7月10日生まれ。 確定から5年後の2016年3月25日に福岡拘置所で死刑執行（56歳没）。 戦後、女性死刑囚への刑執行は5人目。 |
| 14       | KM         | 大牟田4人殺害事件              | 2004年9月16日 - 9月18日       | 2011年10月3日（上告棄却判決） （上告審判決から13年と9か月経過） | 1981年以降の死刑確定者としては11人目。1959年（昭和34年）4月26日生まれ。 2020年9月27日時点で、福岡拘置所に収監中（現在66歳）。 共犯である夫と2人の息子（長男・次男）も死刑判決を受け、一家のうち犯行に関与した4人全員の死刑が確定することになった。 |
| 15       | 木嶋佳苗   | ※首都圏連続不審死事件          | 2008年9月 - 2009年9月         | 2017年5月 （訂正申立棄却から8年1か月と24日経過）                | 1981年以降の死刑確定者としては12人目。1974年（昭和49年）11月27日生まれ。 2020年9月27日時点で、東京拘置所に収監中（現在50歳）。 裁判員裁判で審理された被告人の死刑確定は15人目で、女性としては初。 |
| 16       | UM         | ※鳥取連続不審死事件            | 2004年5月 - 2009年10月        | 2017年8月                                                       | 1981年以降の死刑確定者としては13人目。1973年（昭和48年）12月21日生まれ。 2023年1月14日に収監先の広島拘置所内で食べ物を喉に詰まらせ、窒息死した（49歳没）。 |
| 17       | KC         | ※関西青酸連続死事件            | 2007年12月 - 2013年12月       | 2021年7月17日（正式確定）                                       | 1981年以降の死刑確定者としては14人目。1946年（昭和21年）11月28日生まれ。 2024年12月26日、大阪拘置所で倒れているところが発見され、搬送された病院で死亡が確認された。（78歳没） |